# Một trăm triệu một phút
Một trăm triệu một phút là chương trình truyền hình về kiến thức do Ban sản xuất các chương trình giải trí – Đài truyền hình Việt Nam thực hiện dựa trên format Million Dollar Minute của Endemol Shine Group. Chương trình này được phát sóng trên kênh VTV3 vào 11:00 trưa Chủ nhật hàng tuần, từ ngày 26 tháng 7 năm 2015.

## Định dạng
Mỗi tập phát sóng có tất cả 3 người chơi (là những người nổi tiếng) tham gia.

## Luật chơi
Để bắt đầu cuộc chơi, mỗi người tham gia được tặng trước 15 điểm. Sau đó, những người chơi phải lần lượt trải qua 4 vòng thi bằng cách nhấn chuông trả lời câu hỏi để ghi thêm điểm số về cho mình. Người có số điểm cao nhất sau 4 vòng sẽ lọt vào vòng chơi thứ 5 - vòng đặc biệt.
Chương trình có tổng cộng 5 vòng chơi, mỗi vòng sẽ theo cấu trúc như sau:

### Vòng 1
Vòng thứ nhất bao gồm 6 câu hỏi mở. Mỗi câu chỉ có 1 người có quyền trả lời và có 5 giây trả lời. Mỗi câu trả lời đúng sẽ ghi được 5 điểm, trả lời sai hoặc chậm hơn 5 giây quy định sẽ bị trừ 5 điểm (số điểm có tính giá trị âm). Lưu ý rằng: 
- Trong trường hợp câu hỏi không có ai trả lời, người dẫn chương trình sẽ đưa ra gợi ý cho người chơi.
- Người chơi chỉ được quyền bấm chuông sau khi MC đọc xong câu hỏi (bấm sớm hơn sẽ bị tính mất lượt).

Người chơi có số điểm cao nhất sau vòng đầu tiên sẽ có hai lựa chọn: Giữ nguyên điểm số hiện có (Không nhận tiền thưởng) hoặc trừ điểm số của mình để bằng điểm người chơi đứng thứ hai, đổi lại sẽ nhận thưởng 2.000.000 VNĐ. Nếu có hai người chơi trở lên đồng dẫn đầu sẽ có một câu hỏi phụ được đưa ra (xem mục "Câu hỏi phụ" bên dưới). 
Số điểm tối đa của vòng 1 là 30 điểm.

### Vòng 2

#### 7 năm đầu
Ở 7 năm đầu tiên, luật của vòng thứ hai tương tự như vòng đầu, nhưng kèm thêm 1 câu hỏi hình ảnh với 3 đáp án A, B và C, tương ứng với 3 phần bị giấu đi của bức ảnh.
- Người dẫn chương trình sẽ đọc nội dung của câu hỏi hình ảnh và lật 1 phần hình ảnh đầu tiên (được làm mờ). Sau đó người chơi nhấn chuông giành quyền trả lời; trả lời đúng sẽ được lựa chọn ghi thêm 15 điểm hoặc nhận giải thưởng tiền mặt trị giá 3.000.000 VNĐ.
- Nếu người chơi nhấn chuông đầu tiên trả lời sai sẽ bị bị mất lượt và phải chuyển cho 2 thí sinh còn lại, phần hình ảnh tiếp theo sẽ được mở ra, đồng thời cả 2 phần hình ảnh rõ hơn một chút. Hai người chơi còn lại giành lấy quyền trả lời bằng cách lựa chọn 1 trong 2 phương án còn lại. Trả lời đúng sẽ được chọn ghi thêm 10 điểm hoặc nhận 2.000.000 VNĐ tiền mặt.
- Nếu vẫn trả lời sai, người dẫn chương trình sẽ mở miếng ghép cuối cùng để xem cả hình ảnh. Khi đó người chơi thứ ba sẽ lựa chọn giữa việc ghi thêm 5 điểm hoặc nhận 1.000.000 VNĐ (Đáp án còn lại mặc định là đáp án chính xác).

Số điểm tối đa của vòng 2 là 45 điểm.

#### Năm thứ 8 - nay
Từ năm thứ 8, luật chơi được thay đổi thành một bức hình chủ đề gồm 6 miếng ghép tương ứng với 6 câu hỏi mở. Câu hỏi bức hình chủ đề sẽ tiết lộ khi bắt đầu vòng này. Người chơi trả lời đúng từng câu hỏi gợi ý sẽ được 5 điểm và lật mở một miếng ghép ngẫu nhiên trên bức hình chủ đề. Trả lời sai câu hỏi gợi ý sẽ bị trừ 5 điểm và không mở miếng ghép tương ứng trên bức hình chủ đề. Người chơi có quyền trả lời bức hình chủ đề bất cứ lúc nào.
- Trả lời đúng ở lần 1 sẽ được 3.000.000 VNĐ.
- Trả lời đúng ở lần 2 sẽ được 2.000.000 VNĐ.
- Trả lời đúng ở lần 3 sẽ được 1.000.000 VNĐ.
- Trả lời sai câu hỏi chủ đề sẽ bị loại khỏi vòng thi này.

Khi hoàn thành cả 6 câu hỏi gợi ý, lúc này người dẫn chương trình sẽ công bố đáp án bức hình chủ đề. Tuy nhiên nếu bất cứ người chơi nào giành quyền trả lời bức hình chủ đề và chính xác thì sẽ nhận tiền thưởng và vòng chơi sẽ kết thúc ngay lập tức. 
Nếu cả 3 người chơi trả lời sai câu hỏi chủ đề, vòng chơi sẽ dừng lại và tiền thưởng sẽ không thuộc về ai cả. 

### Vòng 3

#### 6 năm đầu
Ở 6 năm đầu tiên, luật tương tự vòng 2, nhưng ở câu hỏi hình ảnh có 3 đáp án là 3 bức hình (giấu tên). Người chơi nghe nội dung câu hỏi và chọn 1 trong 3 hình ảnh A, B hoặc C. Mỗi người chơi nhấn chuông chỉ có 1 lượt trả lời duy nhất. 
- Người chơi trả lời đúng đầu tiên được lựa chọn ghi thêm 30 điểm hoặc nhận 5.000.000 VNĐ.
- Người chơi thứ nhất trả lời sai sẽ bị mất lượt, 2 người chơi còn lại vẫn được quyền trả lời bằng cách lựa chọn 1 trong 2 hình ảnh còn lại. Người chơi thứ 2 trả lời đúng được chọn ghi thêm 20 điểm hoặc nhận 3.000.000 VNĐ.
- Nếu người chơi thứ 2 trả lời sai thì người chơi thứ ba sẽ được chọn ghi thêm 10 điểm hoặc nhận 2.000.000 VNĐ.

#### Năm thứ 7 - nay
Từ năm thứ 7, luật chơi được thay đổi còn 6 câu hỏi mở. Nhưng ở mỗi câu hỏi, người bấm chuông sẽ không có quyền trả lời mà phải chỉ định một người chơi khác trả lời. Nếu người được chỉ định trả lời đúng thì được cộng 10 điểm từ người bấm chuông. Sai thì người bấm chuông được cộng 10 điểm từ người được nhường quyền trả lời. Sau vòng này, người chơi cao điểm nhất sẽ ngay lập tức nhận giải thưởng tiền mặt trị giá 5.000.000 VNĐ.

### Vòng 4
Trong vòng 90 giây, người dẫn chương trình sẽ liên tiếp đọc nội dung của các câu hỏi. Không giới hạn số câu hỏi. Chỉ có 1 người bấm chuông nhanh nhất được trả lời câu hỏi trong 1 lượt trả lời duy nhất. Trả lời đúng mỗi câu hỏi sẽ ghi được 10 điểm, trả lời sai không được điểm và bị mất quyền trả lời ở câu hỏi tiếp theo (chỉ được quay trở lại ở câu tiếp theo nữa). Thời gian trả lời mỗi câu hỏi là 5 giây. Quá 5 giây mà không trả lời sẽ bị xử trả lời sai. Sau vòng này, người chơi cao điểm nhất sẽ bước tiếp vào vòng thi cuối cùng.

### Vòng 5 (vòng đặc biệt)
Đây là vòng chơi dành cho người cao điểm nhất sau 4 vòng chơi trước.
Vòng thi sẽ có 5 câu hỏi theo hình thức trắc nghiệm, mỗi câu hỏi gồm 3 đáp án A, B và C. Trong 60 giây, người chơi lựa chọn đáp án bằng cách chạm vào phím A, B hay C trên màn hình tương ứng mà không được thay đổi đáp án và bỏ qua.
Sau khi trả lời xong 5 câu hỏi hoặc hết 60 giây, thời gian sẽ dừng lại và có tín hiệu "KẾT THÚC". Người dẫn chương trình sẽ công bố đáp án đúng của từng câu hỏi. Trả lời đúng cả 5 câu hỏi thì người chơi sẽ nhận giải thưởng cao nhất ở tuần đó. Thí sinh này sẽ có 2 lựa chọn: Dừng chơi và nhận giải thưởng mang về hoặc từ chối giải thưởng và quay lại ở tập sau để đối đầu với 2 người chơi mới và có cơ hội giành giải thưởng cao hơn (xem mục "Cơ cấu giải thưởng" bên dưới). Người chơi trả lời sai, dù chỉ 1 câu hoặc hết giờ mà vẫn chưa trả lời xong cả 5 câu, sẽ bị xử thất bại.
Từ năm thứ 8, người chơi được sử dụng quyền trợ giúp nhờ người thân. Trước khi bắt đầu vòng 5, người chơi sẽ chọn 1 trong 2 người chơi còn lại không có quyền chơi để hỗ trợ. Sau khi trả lời xong 5 câu hỏi, người chơi vòng 5 sẽ chọn 1 trong 5 câu hỏi cần trợ giúp. Ngay trước khi công bố đáp án của 5 câu hỏi, người chơi vòng 5 sẽ được thảo luận câu hỏi đã chọn với người thân và có thể thay đổi hoặc giữ nguyên đáp án đã chọn ban đầu. Quyền này không được áp dụng trong các tập Gala. 

### Câu hỏi phụ
Ai nhấn chuông trước khi người dẫn chương trình đọc xong nội dung của câu hỏi sẽ mất quyền trả lời và phải nhường cho người còn lại. Người chơi trả lời đúng sẽ ngay lập tức giành được phần thắng. 

#### Câu hỏi phụ vòng 1
Khi có 2 người chơi đồng dẫn đầu, nếu trả lời đúng sẽ nhận ngay 2.000.000 VNĐ, nếu trả lời sai thì 2.000.000 VNĐ sẽ thuộc về đối phương. Nếu cả 3 người chơi bằng điểm mà người chơi đầu tiên trả lời sai thì 2 người còn lại sẽ nhấn chuông giành quyền trả lời, khi đó trả lời đúng thì nhận ngay 2.000.000 VNĐ, còn nếu sai thì 2.000.000 VNĐ thuộc về người còn lại.

#### Câu hỏi phụ vòng 3 (áp dụng từ năm thứ 7)
Khi có 2 người chơi bằng điểm và đồng dẫn đầu sau vòng 3, người bấm chuông sẽ phải nhường cho người chơi còn lại bằng điểm với mình trả lời, nhưng điểm số sẽ không thay đổi. Nếu người bị chỉ định trả lời đúng thì sẽ nhận 5.000.000 VNĐ, ngược lại thì người bấm chuông sẽ nhận 5.000.000 VNĐ. 
Trường hợp cả 3 người chơi bằng điểm, người bấm chuông sẽ dành quyền trả lời, nếu trả lời đúng sẽ nhận ngay 5.000.000 VNĐ, nếu trả lời sai thì 2 người còn lại sẽ nhấn chuông giành quyền trả lời, nếu trả lời đúng thì nhận 5.000.000 VNĐ, còn nếu trả lời sai thì 5.000.000 VNĐ thuộc về người còn lại. 

#### Câu hỏi phụ vòng 4
Kết thúc 4 vòng chơi mà cả 3 người chơi bằng điểm, người đầu tiên nhấn chuông trả lời chính xác sẽ bước vào vòng đặc biệt. Nếu trả lời sai, 1 trong số 2 người chơi còn lại nhấn chuông trả lời. Nếu người chơi nhấn chuông thứ 2 vẫn trả lời sai thì người còn lại đi tiếp vào vòng đặc biệt mà không cần trả lời. Trường hợp 2 người chơi bằng điểm đồng dẫn trước thì người chơi kia sẽ bước vào vòng đặc biệt nếu người nhấn chuông trả lời sai.

## Cơ cấu giải thưởng
Giải thưởng của người chơi bắt đầu ở mức 20.000.000 VNĐ. Nếu người chơi thắng vòng đặc biệt nhưng không nhận lấy 20.000.000 VNĐ mà tiếp tục quay lại với chương trình, họ sẽ phải trải qua cả 5 vòng thi của trận đấu sau để tăng số tiền hiện có, và cứ tiếp tục như vậy đến trận 5 với giải thưởng cao nhất 100.000.000 VNĐ. 
Nếu người chơi thua hoặc không vào được vòng đặc biệt khi đang thi đấu để tăng giải thưởng, họ sẽ mất hết giải thưởng vòng đặc biệt ở các tuần trước (trong 3 trận đầu tiên) hoặc nhận 50.000.000 VNĐ của tuần 3 (nếu thua ở trận 4 và 5). Nếu thắng vòng đặc biệt ở tuần 5, người chơi sẽ nhận giải đặc biệt trị giá 100.000.000 VNĐ.
Từ năm thứ 7, sẽ có 2 chương trình đặc biệt dành cho những người chơi có điểm số cao nhất hoặc tiền thưởng nhiều nhất của mùa, với luật chơi như trên. Tuy nhiên, chỉ cần lọt vào vòng 5 và thắng cuộc, người chơi sẽ lập tức mang về giải thưởng 100.000.000 VNĐ. Trận đấu này sẽ diễn ra sau ở tập 26 và tập 52. 
Từ năm thứ 7, tổng giải thưởng tối đa người chơi có thể nhận được là 200.000.000 VNĐ nếu giành chiến thắng vòng đặc biệt 5 tuần liên tục và sau đó thắng tiếp vòng đặc biệt ở tập Gala (Số tiền này chưa tính giải thưởng an toàn ở 4 vòng đầu trong cả 6 tập, tối đa 60.000.000 VNĐ). 
Cơ cấu giải thưởng tuần:
| Trận                  | Giải thưởng     |
| --------------------- | --------------- |
| 1                     | 20.000.000 VNĐ  |
| 2                     | 30.000.000 VNĐ  |
| 3 (Mốc quan trọng)    | 50.000.000 VNĐ  |
| 4                     | 70.000.000 VNĐ  |
| 5                     | 100.000.000 VNĐ |
| Chương trình đặc biệt | 100.000.000 VNĐ |

Đã có 2 người chơi chinh phục giải thưởng cao nhất 100.000.000 VNĐ. Đó là Trần Quang Đại - người chơi tham gia các tập 13, 14, 15, 16 và 17; và Hứa Kim Tuyền - người chơi của chương trình đặc biệt đầu tiên của năm thứ 7 và là người thắng nhiều tiền nhất, 135.000.000 VNĐ.

## Tạm ngừng ghi hình và phát sóng
100 triệu 1 phút đã có một số lần phải tạm dừng hoặc thay đổi việc ghi hình & phát sóng theo kế hoạch do trùng với những sự kiện đặc biệt & đã được phát sóng quay trở lại vào 1 tuần sau đó. Cụ thể:
- 16/8/2015, do trùng thời điểm diễn ra trận chung kết Đường lên đỉnh Olympia năm thứ 15.
- 7/10/2018, để phát sóng các chương trình trong lễ quốc tang Nguyên Tổng bí thư kiêm Chủ tịch Hội đồng Bộ trưởng Đỗ Mười.
- Từ 1/8/2021 đến 31/10/2021, do ảnh hưởng của đại dịch COVID-19, Một trăm triệu một phút tạm ngừng ghi hình mùa mới mà thay vào đó là series các tập tổng hợp những phần câu hỏi thú vị ở năm thứ 6.
- 22/1/2023 và 11/2/2024, để phát sóng các chương trình trong dịp Tết Nguyên Đán Quý Mão 2023 và Giáp Thìn 2024.
- Từ 17/11/2024, chương trình đang nâng cấp và sửa chữa sau 9 năm phát sóng, thay thế cho khung giờ của những chương trình:
  - Thể thao và Câu chuyện từ những bài ca (17/11/2024 - 9/2/2025).
  - Nhà mình quá đỉnh (16/2/2025 - nay).

## Khung giờ phát sóng và phát lại
Phát chính
- 11h00 trưa chủ nhật hàng tuần (26/7/2015 - 10/11/2024)

Phát lại 
- 01h20 và 03h00 sáng thứ 2 tuần kế tiếp
- 01h20 sáng thứ 3 tuần kế tiếp
- 15h30 chiều thứ 6 tuần kế tiếp (đến ngày 23/6/2023)

## Sự cố
Trong tập phát sóng ngày 12 tháng 2 năm 2017, nhiều khán giả đã phát hiện ra sai sót của ê-kíp thực hiện chương trình. Cụ thể, trong câu hỏi "Ai là tác giả ca khúc Hò kéo pháo", chương trình đưa ra 3 phương án lựa chọn là nhạc sĩ Hoàng Việt, nhạc sĩ Hoàng Vân và nhạc sĩ Hoàng Hà. Và đáp án đúng là nhạc sĩ Hoàng Vân đã được người chơi lựa chọn chính xác. Tuy nhiên, sai sót nằm ở chú thích là nhạc sĩ Hoàng Việt thì chương trình lại gắn hình ảnh nhạc sĩ Hoàng Hiệp.
Phát biểu trước sự cố này, đại diện ê-kíp thực hiện chương trình cho biết vì một số thiếu sót, biên tập viên đã ghi nhầm chú thích ảnh nhạc sĩ Hoàng Hiệp thành nhạc sĩ Hoàng Việt.
"Ngay sau khi sự việc xảy ra, ê-kíp sản xuất đã gọi điện tới người thân của gia đình cố nhạc sĩ Hoàng Việt và cố nhạc sĩ Hoàng Hiệp để thông báo về sự cố này, đồng thời gửi lời xin lỗi tới các thành viên trong gia đình của 2 cố nhạc sĩ. Các gia đình của 2 cố nhạc sĩ đã chấp nhận lời xin lỗi của nhóm biên tập.

## Chương trình liên quan
Chương trình phát sóng lần đầu tiên tại New Zealand với tên Million Dollar Minute. Đến năm 2015 chương trình được phát sóng tại Việt Nam.
| Quốc gia    | Tên                     | Phát sóng | Dẫn chương trình | Khởi sóng                | Kết thúc                  |
| ----------- | ----------------------- | --------- | ---------------- | ------------------------ | ------------------------- |
| New Zealand | Million Dollar Minute   | TV3       | Simon Reeve      | Ngày 30 tháng 4 năm 2014 | Ngày 26 tháng 7 năm 2015  |
| Việt Nam    | Một trăm triệu một phút | VTV3      | Trấn Thành       | Ngày 26 tháng 7 năm 2015 | Ngày 10 tháng 11 năm 2024 |
| Việt Nam    | Một trăm triệu một phút | VTV3      | Ngô Kiến Huy     | Ngày 30 tháng 7 năm 2017 | Ngày 10 tháng 11 năm 2024 |

## Người dẫn chương trình
- Trấn Thành (26/7/2015 - 23/7/2017)
- Ngô Kiến Huy (30/7/2017 - 10/11/2024)